# Kurumi Naraová
Kurumi Naraová, japonsky 奈良くるみ, Nara Kurumi (* 30. prosince 1991 Minó, Ósaka) je japonská profesionální tenistka. Ve své dosavadní kariéře nevyhrála na okruhu WTA Tour jeden singlový turnaj, když triumfovala na Rio Open 2014. V rámci okruhu ITF získala do října 2017 pět titulů ve dvouhře a tři ve čtyřhře.
Na žebříčku WTA byla ve dvouhře nejvýše klasifikována v srpnu 2014 na 32. místě a ve čtyřhře pak v květnu 2016 na 109. místě.
V japonském fedcupovém týmu debutovala v roce 2011 červencovou baráží 2. světové skupiny proti Argentině, v níž za rozhodnutého stavu ve prospěch Japonek vyhrála s Rikou Fudžiwarovou čtyřhru. Do roku 2018 v soutěži nastoupila k deseti mezistátním utkáním s bilancí 6–6 ve dvouhře a 1–0 ve čtyřhře.

## Tenisová kariéra
V juniorské dvouhře US Open 2008 vypadla ve třetím kole s Francouzkou Kristinou Mladenovicovou.
Profesionálkou se stala v dubnu 2009. Na nejvyšší grandslamové úrovni debutovala na French Open 2010, kde do hlavní soutěže prošla po rozhodující výhře nad rumunskou tenistkou Monicou Niculescuovou po třísetovém boji. Utkání trvalo 4 hodiny a 42 minut a stalo absolutně nejdelším ženským zápasem v historii Grand Slamu. V dalším duelu, již v hlavní soutěži, podlehla Španělce Arantxe Parraové Santonjaové. Ve wimbledonské dvouhře 2010 přehrála v prvním kole kolumbijskou hráčku Marianu Duqueovou Mariñovou 6–2 a 6–4. Ve druhém ji pak vyřadila čínská favoritka Li Na.
Nejdále se na majoru probojovala do třetího kola newyorského US Open 2013, když do hlavní soutěže dvouhry postoupila po třech vítězných kolech v kvalifikaci. Poté si poradila s Rumunkou Alexandru Cadanțuovou. Ve druhé fázi turnaje zdolala další rumunskou hráčku a devatenáctou nasazenou Soranu Cîrsteaovou. Ve třetím kole ji stopku vystavila devátá nasazená Srbka Jelena Jankovićová ve dvou setech.
V sezóně 2012 se přes Polonu Hercogovou a Elenu Daniilidouovou probojovala z kvalifikace do hlavního turnaje Toray Pan Pacific Open, konaného v Tokiu. V prvním kole ji však vyřadila Polka Urszula Radwańská 2–6 a 4–6.

## Finále na okruhu WTA Tour
| Legenda                           |
| --------------------------------- |
| D – dvouhra; Č – čtyřhra          |
| Grand Slam (0)                    |
| WTA Tour Championships (0)        |
| Premier Mandatory & Premier 5 (0) |
| Premier (0)                       |
| International (1–1 D, 0–2 Č)      |

### Dvouhra: 2 (1–1)
| Stav       | č. | datum          | turnaj                          | povrch | soupeřka ve finále   | výsledek      |
| ---------- | -- | -------------- | ------------------------------- | ------ | -------------------- | ------------- |
| Vítězka    | 1. | 23. února 2014 | Rio de Janeiro, Brazílie        | antuka | Klára Zakopalová     | 6–1, 4–6, 6–1 |
| Finalistka | 1. | 3. srpna 2014  | Washington, D.C., Spojené státy | tvrdý  | Světlana Kuzněcovová | 3–6, 6–4, 4–6 |

### Čtyřhra: 2 (0–2)
| Stav       | č. | datum         | turnaj                          | povrch | spoluhráčka     | soupeřky ve finále               | výsledek |
| ---------- | -- | ------------- | ------------------------------- | ------ | --------------- | -------------------------------- | -------- |
| Finalistka | 1. | 2. srpna 2014 | Washington, D.C., Spojené státy | tvrdý  | Hiroko Kuwatová | Šúko Aojamová Gabriela Dabrowská | 1–6, 2–6 |
| Finalistka | 2. | 19. září 2015 | Tokio, Japonsko                 | tvrdý  | Misaki Doiová   | Čan Jung-žan Čan Chao-čching     | 1–6, 2–6 |

## Finále na okruhu ITF
| Dotace turnajů okruhu ITF | Dotace turnajů okruhu ITF |
| ------------------------- | ------------------------- |
| 100 000 $ tournaments     | 80 000 $ tournaments      |
| 75 000 $ tournaments      | 60 000 $ tournaments      |
| 50 000 $ tournaments      | 25 000 $ tournaments      |
| 15 000 $ tournaments      | 10 000 $ tournaments      |

### Dvouhra: 10 (5–5)
| Stav       | č.  | datum             | turnaj                   | povrch  | soupeřka ve finále       | výsledek       |
| ---------- | --- | ----------------- | ------------------------ | ------- | ------------------------ | -------------- |
| Vítězka    | 1.  | 26. října 2008    | Hamanako, Japonsko       | koberec | Chinami Ogiová           | 6–2 6–3        |
| Finalistka | 2.  | 7. června 2009    | Komoro, Japonsko         | antuka  | Jurika Semová            | 3–6 6–1 4–6    |
| Vítězka    | 3.  | 2. srpna 2009     | Obihiro, Japonsko        | koberec | Džunri Namigatová        | 7–6(7) 4–6 6–4 |
| Finalistka | 4.  | 6. září 2009      | Cukuba, Japonsko         | tvrdý   | Suchanun Viratprasertová | 3–6 4–6        |
| Finalistka | 5.  | 21. února 2010    | Surprise, Spojené státy  | tvrdý   | Abigail Spearsová        | 1–6 2–6        |
| Finalistka | 6.  | 11. července 2010 | Grapevine, Spojené státy | tvrdý   | Jamie Hamptonová         | 3–6 4–6        |
| Vítězka    | 7.  | 25. července 2010 | Lexington, Spojené státy | tvrdý   | Stéphanie Duboisová      | 6–4 6–4        |
| Finalistka | 8.  | 1. srpna 2011     | Peking, ČLR              | tvrdý   | Sie Šu-wej               | 2–6 2–6        |
| Vítězka    | 9.  | 31. října 2011    | Grapevine, Spojené státy | tvrdý   | Sesil Karatančevová      | 1–6 6–0 6–3    |
| Vítězka    | 10. | 21. července 2013 | Portland, Spojené státy  | tvrdý   | Alison Riskeová          | 3–6 6–3 6–3    |

### Čtyřhra: 7 (3–4)
| Stav       | č. | datum              | turnaj                 | povrch  | spoluhráčka          | soupeřky ve finále                     | výsledek          |
| ---------- | -- | ------------------ | ---------------------- | ------- | -------------------- | -------------------------------------- | ----------------- |
| Vítězka    | 1. | 4. května 2008     | Gifu, Japonsko         | koberec | Kimiko Date Krummová | Melanie Southová Nicole Thijssenová    | 6–1 6–7(8) [10–7] |
| Vítězka    | 2. | 20. července 2008  | Mijazaki, Japonsko     | koberec | Misaki Doiová        | Kimiko Date Krummová Tomoko Jonemurová | 4–6 6–3 [10–7]    |
| Finalistka | 3. | 3. května 2009     | Gifu, Japonsko         | koberec | Misaki Doiová        | Sophie Fergusonová Aiko Nakamuraová    | 2–6 1–6           |
| Finalistka | 4. | 2. srpna 2009      | Obihiro, Japonsko      | koberec | Rika Fudžiwarová     | Nacumi Hamamurová Ajumi Oková          | 6–3 1–6 [5–10]    |
| Vítězka    | 5. | 26. září 2009      | Makinohara, Japonsko   | koberec | Erika Semová         | Mari Tanaková Tomoko Jonemurová        | 6–0 6–0           |
| Finalistka | 6. | 18. května 2013    | Saint-Gaudens, Francie | antuka  | Stéphanie Duboisová  | Julia Glušková Paula Ormaecheaová      | 5–7, 6–7(11–13)   |
| Finalistka | 7. | 21. listopadu 2015 | Tokio, Japonsko        | tvrdý   | Eri Hozumiová        | Šúko Aojamová Makoto Ninomijová        | 6–3, 2–6, [7–10]  |